# Пиратининга
Пиратининга (порт. Piratininga) — муниципалитет в Бразилии, входит в штат Сан-Паулу. Составная часть мезорегиона Бауру. Входит в экономико-статистический микрорегион Бауру. Население составляет 11 270 человек на 2006 год. Занимает площадь 397,207 км². Плотность населения — 28,4 чел./км².

## Статистика
- Валовой внутренний продукт на 2003 составляет 54 153 357,00 реалов (данные: Бразильский институт географии и статистики).
- Валовой внутренний продукт на душу населения на 2003 составляет 4943,26 реала (данные: Бразильский институт географии и статистики).
- Индекс развития человеческого потенциала на 2000 составляет 0,797 (данные: Программа развития ООН).